# Tiroteo en el Hospital de Ostrava
El 10 de diciembre de 2019, se produjo un tiroteo masivo en el Hospital Universitario de Ostrava en Ostrava, República Checa. Un total de siete personas murieron en el ataque y otras dos resultaron heridas. El autor ilegalmente armado abandonó la escena antes de la llegada de la policía y se suicidó cuando la policía lo detuvo más tarde durante el día. El autor tenía tres condenas penales previas, incluida una por un delito violento y una hospitalización previa en una sala psiquiátrica.
Este fue el tercer ataque más mortífero en la historia checa moderna junto con una explosión en 2013 en Frenštát pod Radhoštěm, y después del tiroteo de Uherský Brod en 2015 y el alboroto vehicular en Praga en 1973.

## Ataque
El autor entró al hospital temprano en la mañana y deambuló por sus pasillos. Se detuvo brevemente en la sala de espera de cardiología y luego en la sala de espera de gastroenterología, ambas casi vacías.
Luego ingresó a la sala de espera de traumatología en el tercer piso del edificio del hospital alrededor de las 7:15 a. m.. Había alrededor de treinta personas en la sala, todas ellas parcialmente inmóviles (en una silla de ruedas o con una extremidad en férula) o acompañando a un miembro de la familia parcialmente inmóvil. El autor cruzó primero la sala de espera hacia el consultorio del médico, sin embargo, las puertas aún estaban cerradas. Sacudió la puerta cerrada, pero su aparente intento de abrirla falló. Luego estaba de pie en silencio con una pistola CZ 75B ilegal en la mano en una posición baja junto a su pierna. Se llevó la pistola a la cabeza por unos momentos, pero no apretó el gatillo. Varios testigos lamentaron que no hubiera nadie legalmente armado en el interior para detener al autor durante este tiempo.
Después de esto, abrió fuego contra las personas dentro. Después de los tres disparos iniciales, el arma de fuego se atascó. Según un testigo ocular, estaba claro que el perpetrador no se practica en el uso del arma. Le llevó unos cinco segundos solucionar el mal funcionamiento. El perpetrador estaba visiblemente temblando y fuertemente apretando los dientes.
Después de eliminar el mal funcionamiento, el autor continuó con el ataque, apuntando a la cabeza y el cuello de las víctimas, matando a seis adultos. Dos de las víctimas eran guardias de prisión fuera de servicio, una con una pierna en una férula y la otra acompañando a su hija menor. Una tercera víctima en la sala de espera también recibió capacitación para hacer cumplir la ley, después de haber dejado el servicio de la prisión diez años antes. En el momento del ataque, los tres estaban desarmados. Otras tres personas sufrieron heridas, una de ellas murió varios días después.
Cuando llegaron los primeros en responder, el atacante ya había escapado de la escena.

## Motivación
La familia y los amigos del agresor habían observado que su estado mental se deterioraba gradualmente durante un largo período de tiempo. Según ellos, su estado mental empeoró significativamente durante septiembre de 2019, unos cuatro meses antes del ataque. El autor se obsesionó con la creencia de que padecía una enfermedad mortal, probablemente cáncer de páncreas. Sin embargo, numerosas visitas al hospital y exámenes detallados descartaron esta posibilidad. El autor buscaba más exámenes médicos mientras estaba de baja por enfermedad del trabajo aproximadamente un mes antes del ataque.
Durante un examen médico, la pareja del perpetrador solicitó que el médico emitiera una solicitud de evaluación psiquiátrica, alegando que el perpetrador se había vuelto "imposible de vivir". Ella declaró que el autor estaba convencido de que moriría inminentemente, a menudo derrumbándose y llorando.

Aunque se organizó una evaluación psiquiátrica, el autor no la llevó a cabo. En cambio, buscó más exámenes para el cáncer. El autor había pasado algún tiempo en una sala psiquiátrica dos años antes del ataque después de la hospitalización por tetania, que a menudo se acompaña de depresión. El autor tenía tres condenas penales anteriores, incluida una por un delito violento. También había sido hospitalizado en la sala de psiquiatría. Ambos hechos lo hicieron inelegible para poseer legalmente un arma de fuego en la República Checa.
El perpetrador usó una pistola CZ 75 que se fabricó unos 30 años antes como una réplica no funcional cortada para fines de educación y capacitación. Este corte de compra gratuita se modificó posteriormente ilegalmente a plena funcionalidad. Los expertos policiales no habían encontrado una conversión similar de un corte antes y señalaron que se hizo de una manera muy sofisticada. Sin embargo, el arma de fuego se atascó repetidamente durante el ataque.